# Deutsche Botschaft Montevideo

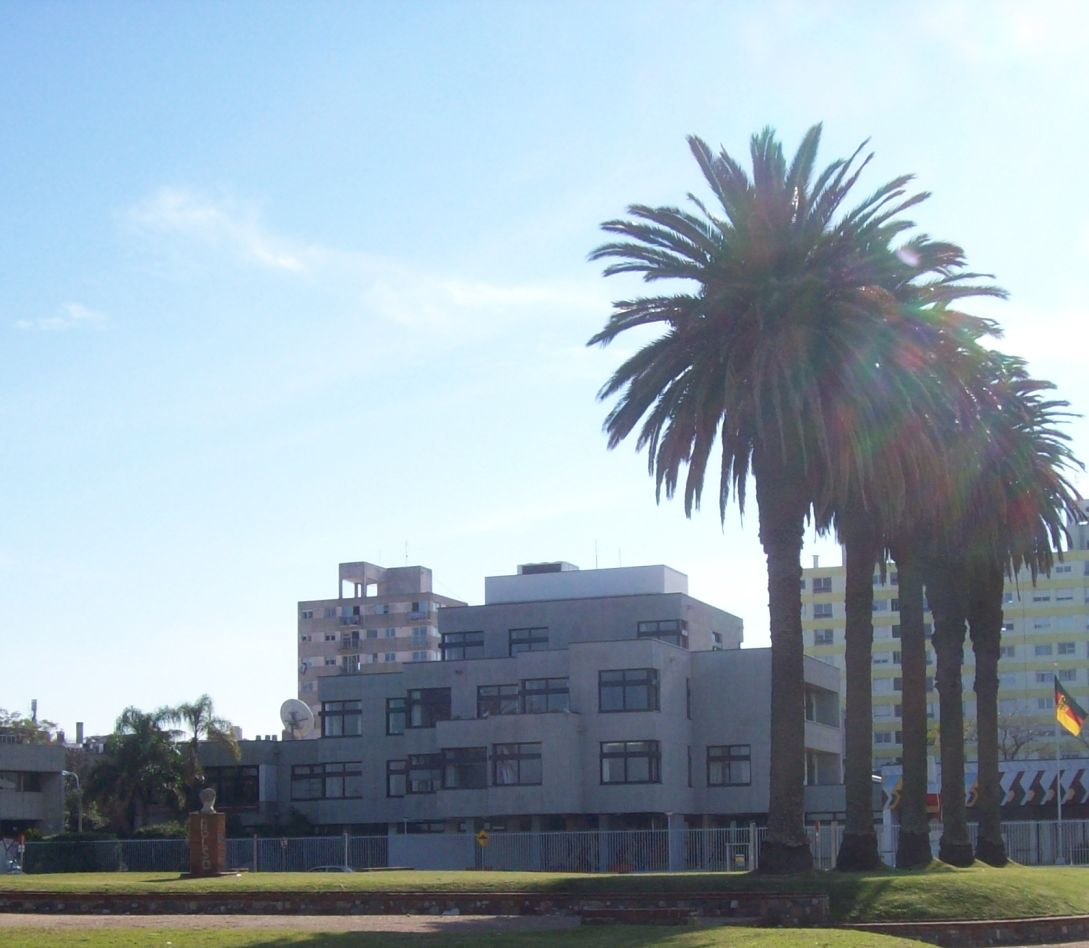
Gebäude der Deutschen Botschaft in Montevideo (von Süden aus gesehen)

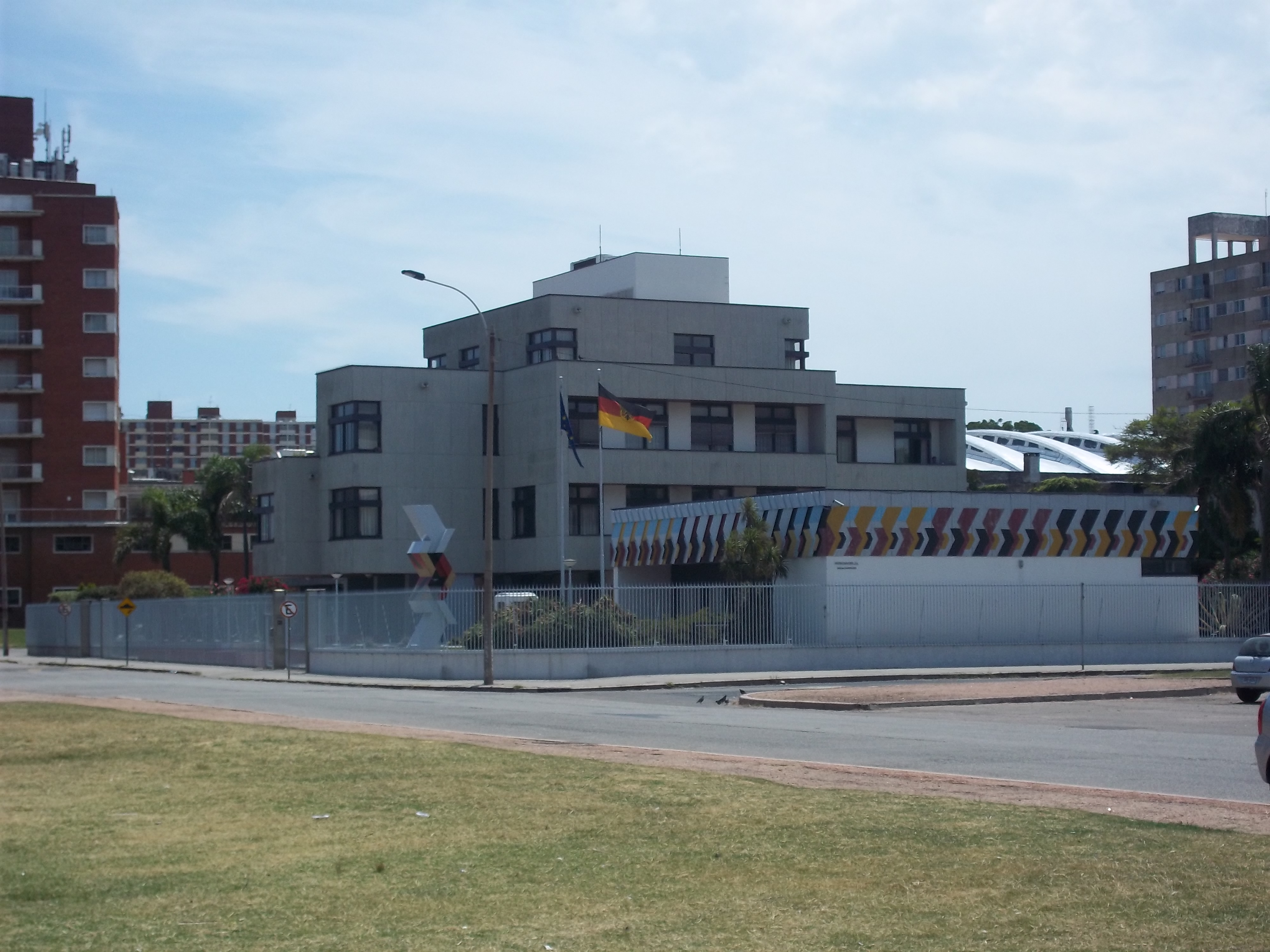
Deutsche Botschaft in Montevideo (von Osten aus gesehen)

Die Deutsche Botschaft Montevideo ist die diplomatische Vertretung der Bundesrepublik Deutschland in Uruguay. 

## Lage und Gebäude
Die Kanzlei der Botschaft liegt direkt an der Küste, am Ufer des Río de la Plata im Stadtviertel Palermo der uruguayischen Hauptstadt Montevideo. Die Straßenadresse lautet: La Cumparsita 1435, Plaza Alemania, 11200 Montevideo.
Das Kanzleigebäude des Architekten Edgar Trambauer Beherens wurde ab 1971 gebaut und 1974 eröffnet. Es befindet sich in einer Liegenschaft mit dem Goethe-Institut Montevideo. Der Bau, der an seiner Nordseite an eine Sporthalle anschließt, hat auf der Südseite eine architektonische Gliederung, die der Lage an der Uferstraße des Rio de la Plata entspricht.
Als Kunst am Bau entwarf Otto Herbert Hajek Pflasterungen, eine Brunnenanlage, eine Stele und Wandgestaltungen unter dem Titel »Zeichen für Montevideo«. 
Von 1961 bis 1963 wurde nach Entwürfen der damaligen Bundesbaudirektion eine später aufgegebene Residenz des Botschafters errichtet. Hier war ein Glasmosaik von Hedja Luckhardt‐Freese und ein Gobelin von Uta Ohndorf‐Rösiger als Kunstwerke eingebracht.

## Auftrag und Organisation
Die Botschaft Montevideo hat den Auftrag, die deutsch-uruguayischen Beziehungen zu pflegen, die deutschen Interessen gegenüber der Regierung von Uruguay zu vertreten und die Bundesregierung über Entwicklungen in Uruguay zu unterrichten.
Die Botschaft gliedert sich in Arbeitseinheiten für Politik, Wirtschaft sowie Kultur und Bildung.
Das Referat für Rechts- und Konsularangelegenheiten der Botschaft bietet deutschen Staatsangehörigen alle konsularischen Dienstleistungen und Hilfe in Notfällen an. Der konsularische Amtsbezirk der Botschaft umfasst ganz Uruguay. Die Visastelle erteilt Einreiseerlaubnisse für in Uruguay wohnhafte Bürger dritter Staaten. Uruguayische Staatsangehörige können sich zu touristischen Reisezwecken visafrei bis zu 90 Tage pro Halbjahr im Schengen-Raum aufhalten.

## Geschichte
Beginnend mit einem im Jahr 1867 waren der Norddeutsche Bund und das Deutsche Reich bis zum Jahr 1942 mit Unterbrechung von 1917 bis 1921 in Uruguay diplomatisch vertreten.
Die Bundesrepublik Deutschland eröffnete am 29. Dezember 1951 eine Gesandtschaft in Montevideo, die am 17. Juli 1956 in eine Botschaft umgewandelt wurde.
Die DDR unterhielt ab 1954 eine Handelsvertretung in Uruguay. Nach Aufnahme diplomatischer Beziehungen am 24. Dezember 1972 wurde eine Botschaft eröffnet, die bis 1986 auf Ebene eines Geschäftsträgers geleitet und mit dem Beitritt der DDR zur Bundesrepublik Deutschland im Jahr 1990 geschlossen wurde.